# Тунгуска (Секретные материалы)
«Тунгуска» (англ. «Tunguska») — 8-й эпизод 4-го сезона сериала «Секретные материалы». Премьера состоялась 24 ноября 1996 года на телеканале FOX. Эпизод позволяет более подробно раскрыть так называемую «мифологию сериала», заданную в пилотной серии Режиссёр — Ким Мэннерс, авторы сценария — Фрэнк Спотниц и Крис Картер, приглашённые звёзды — Митч Пиледжи, Уильям Дэвис, Николас Ли.
В США серия получила рейтинг домохозяйств Нильсена, равный 12,2, который означает, что в день выхода серию посмотрели 18,85 миллиона человек.
Главные герои серии — Фокс Малдер (Дэвид Духовны) и Дана Скалли (Джиллиан Андерсон), агенты ФБР, расследующие сложно поддающиеся научному объяснению преступления, называемые Секретными материалами.

## Сюжет
В данном эпизоде Малдер отправляется в Россию, в Красноярский край, который находится в Восточной Сибири, к месту падения Тунгусского метеорита, где он хочет найти истоки появления на Земле инопланетного вируса под условным названием «чёрное масло», или, как в фильме его называют «российские» исследователи и военные, «чёрный рак». Вместе со своим заклятым врагом, Алексом Крайчеком, они попадают в лагерь, который называют Гулагом, где «чёрное масло» прививают ни в чём не повинным людям для тестирования вакцины против него.
В то же время Скалли предстает перед членами Сената, которые требуют объяснений по поводу таинственного исчезновения агента Малдера.